# Badekappe

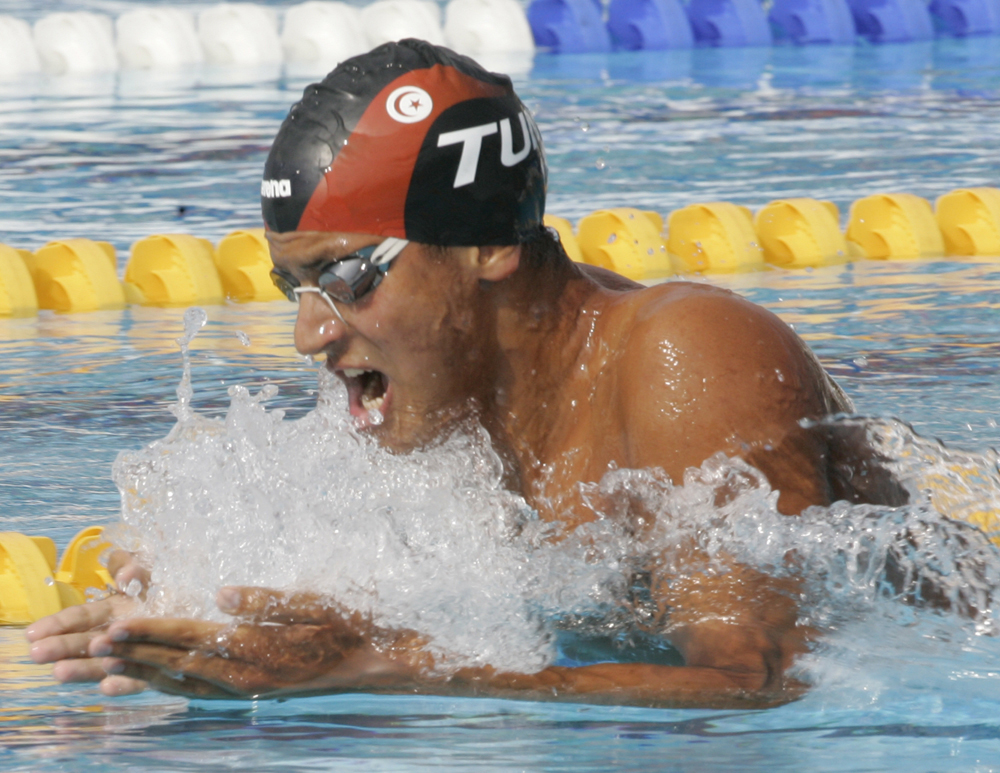
Schwimmer mit Badekappe

Eine Badekappe (auch Badehaube, Bademütze, Schwimmkappe und Schwimmhaube genannt) ist eine Kopfbedeckung, die beim Schwimmen getragen wird.
Badekappen werden aus Textilien (z. B. Lycra oder Polyester), aus Silikon, Latex oder Gummi hergestellt und sind in verschiedenen Formen (z. B. Long-Hair-Cap), Materialstärken, Farben und Mustern, mit oder ohne Dekor erhältlich. Im professionellen Schwimmsport erfüllen Badehauben eine weitere Funktion: die glatte, faltenfreie Oberfläche verbessert das Gleiten im Wasser. Wettkampfhauben sind meist aus dickerem Material und sitzen sehr eng. Für das Training sind weichere Badekappen aus Silikon zu empfehlen.

## Geschichte
Vorläufer der Badehauben waren die Spitzenhauben des 18. Jahrhunderts, die Frauen bei der Morgentoilette trugen, später aber auch beim Baden im Meer.
Erst zu Beginn des 20. Jahreshunderts gibt es Badekappen aus Gummi.
Bei den Olympischen Spielen 1920 trugen die Schwimmer einheitlich schwarz-weiße Bademützen.
In den 1920er kommt die Gummivariante Latex auf den Markt.
Nach dem II. Weltkrieg wird die Badehaube zum Modeaccessoires.
Bis Ende der 1980er Jahre war es in vielen öffentlichen Badeanstalten Pflicht, eine Badehaube zu tragen, da die beim Schwimmen ausfallenden Haare in den technischen Installationen der Schwimmbäder leicht zu Verstopfungen führen konnten. Heute bedient man sich bei der Badewasseraufbereitung verbreitet einer verbesserten Filtertechnik, so dass es nur mehr selten eine Verpflichtung gibt, beim Schwimmen eine Badehaube zu tragen.
Eine Badekappenpflicht gibt es allerdings weiterhin in China, Japan und Taiwan. Hierfür könnte es praktische Erwägungen geben: Asiatisches Haar ist im Durchschnitt mit 90 oder 100 Mikrometern um bis zu einem Drittel dicker als europäisches Haar.

## Schwimmkappen bei Mannschaftssportarten

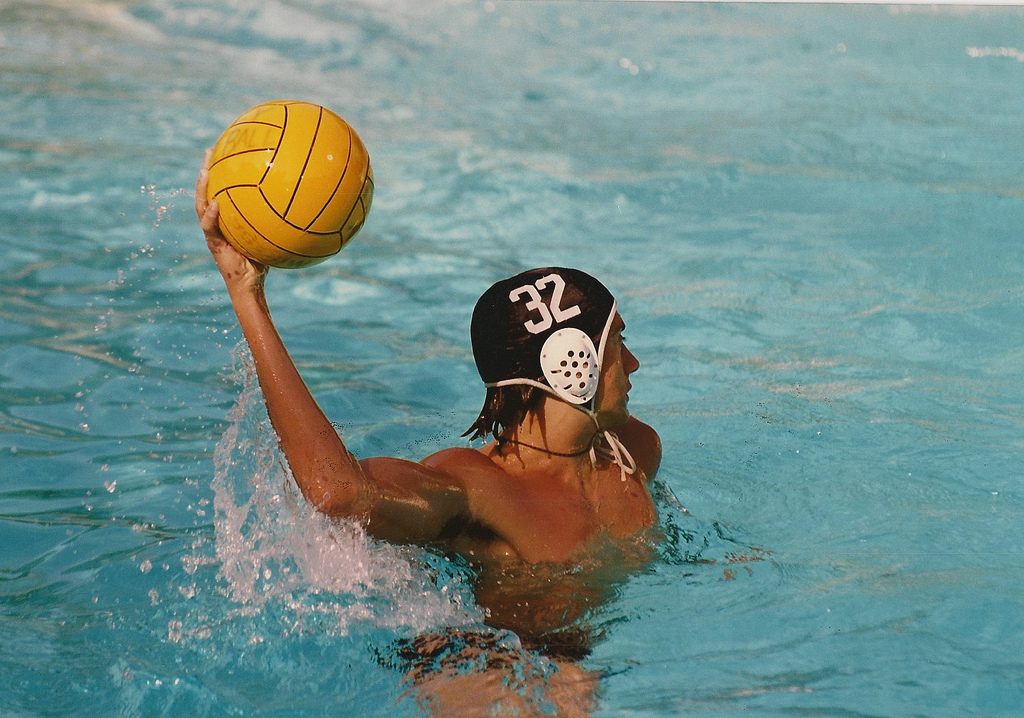
Wasserball-Kappe mit der Nr. 32

Im Wasserball sowie im Unterwasserhockey und Unterwasserrugby werden zum Schutz und zur Identifikation der Spieler spezielle Schwimmkappen verwendet. Sie besitzen zum Schutz der Ohren eine Hartplastikschale für jedes Ohr. Die Kappen werden unter dem Kinn mit zwei Bändern befestigt, die Schnürsenkeln sehr ähneln. Der Rest ist Stoff, der vom Haaransatz über der Stirn fast bis zum Haaransatz über dem Genick und vom linken Unterkiefer über den Kopf bis hin zum rechten Unterkiefer reicht.
Auf dem Stoff ist zwei- bis dreimal die 10 cm große Nummer des Spielers aufgedruckt oder aufgenäht. Bei internationalen Wettkämpfen muss auf der Stirn in 3 cm großen Buchstaben der Ländercode des Spielers stehen.

## Bildergalerie

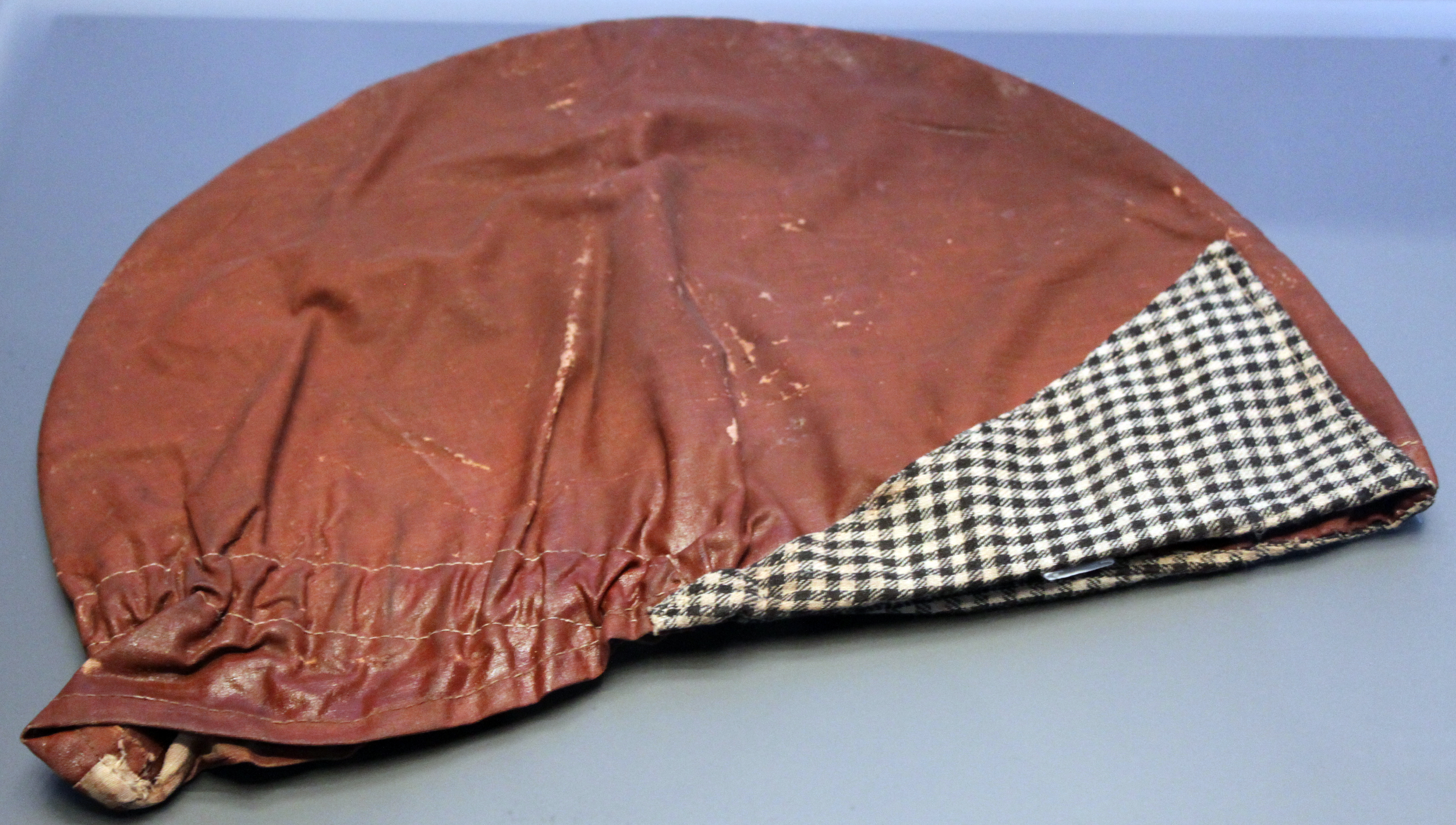
Damenbademütze, 1925
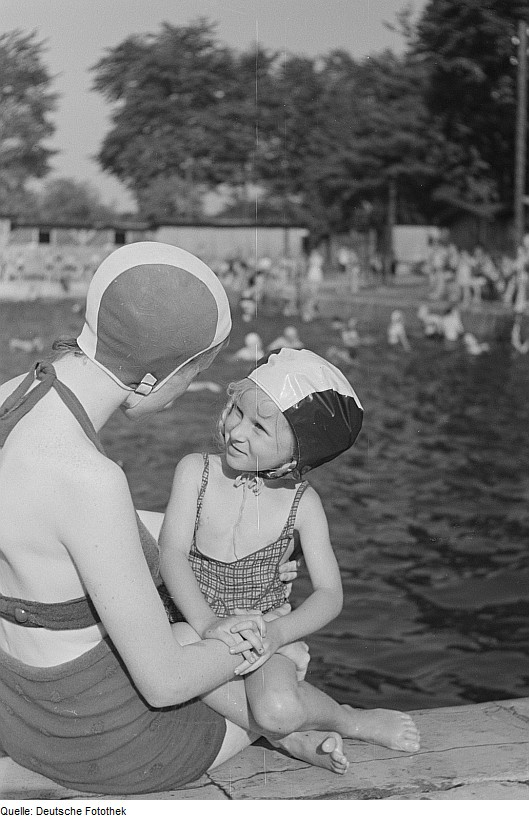
Badebekleidung mit Badekappen, 1950
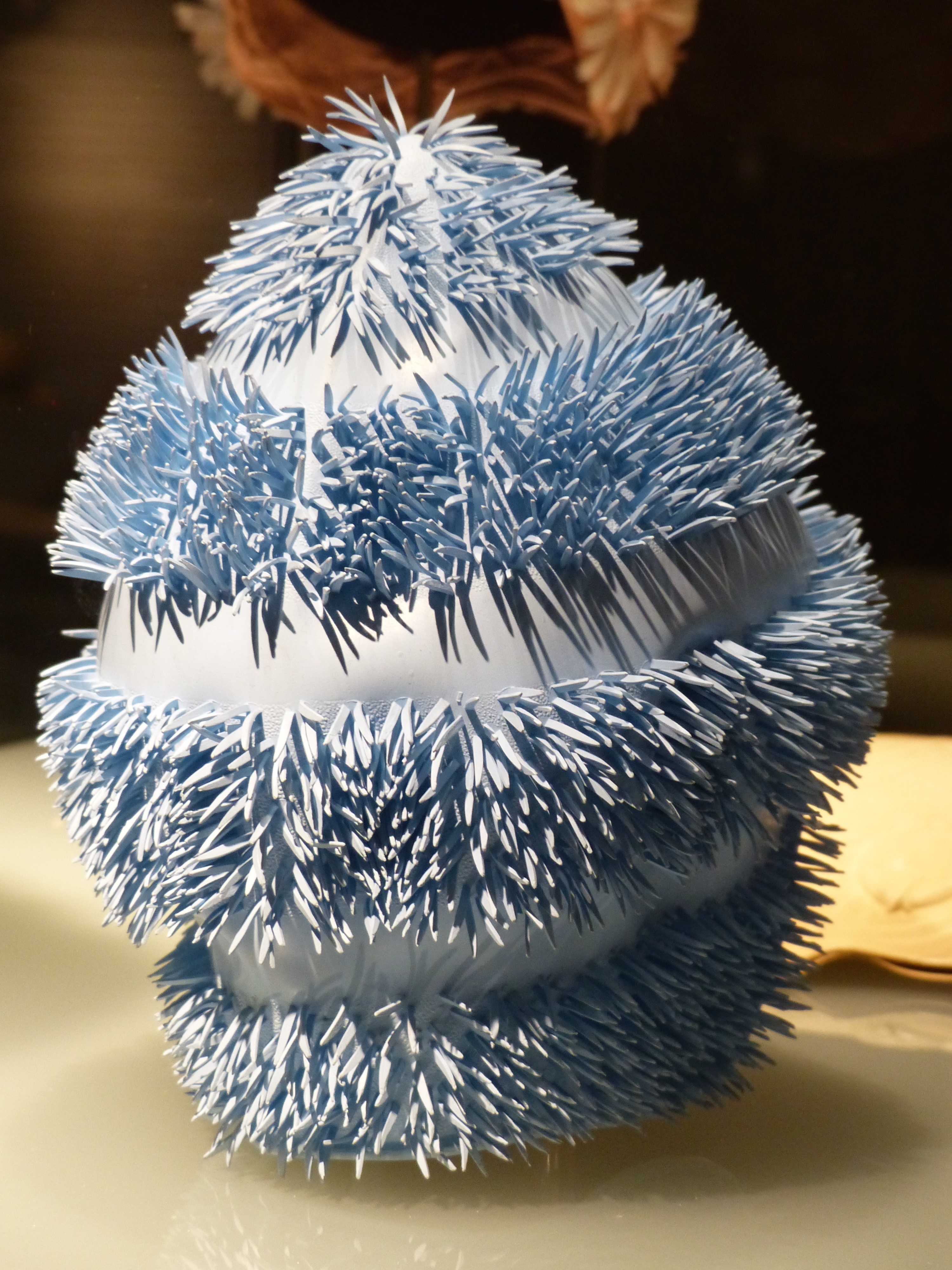
Badekappe, 1960er
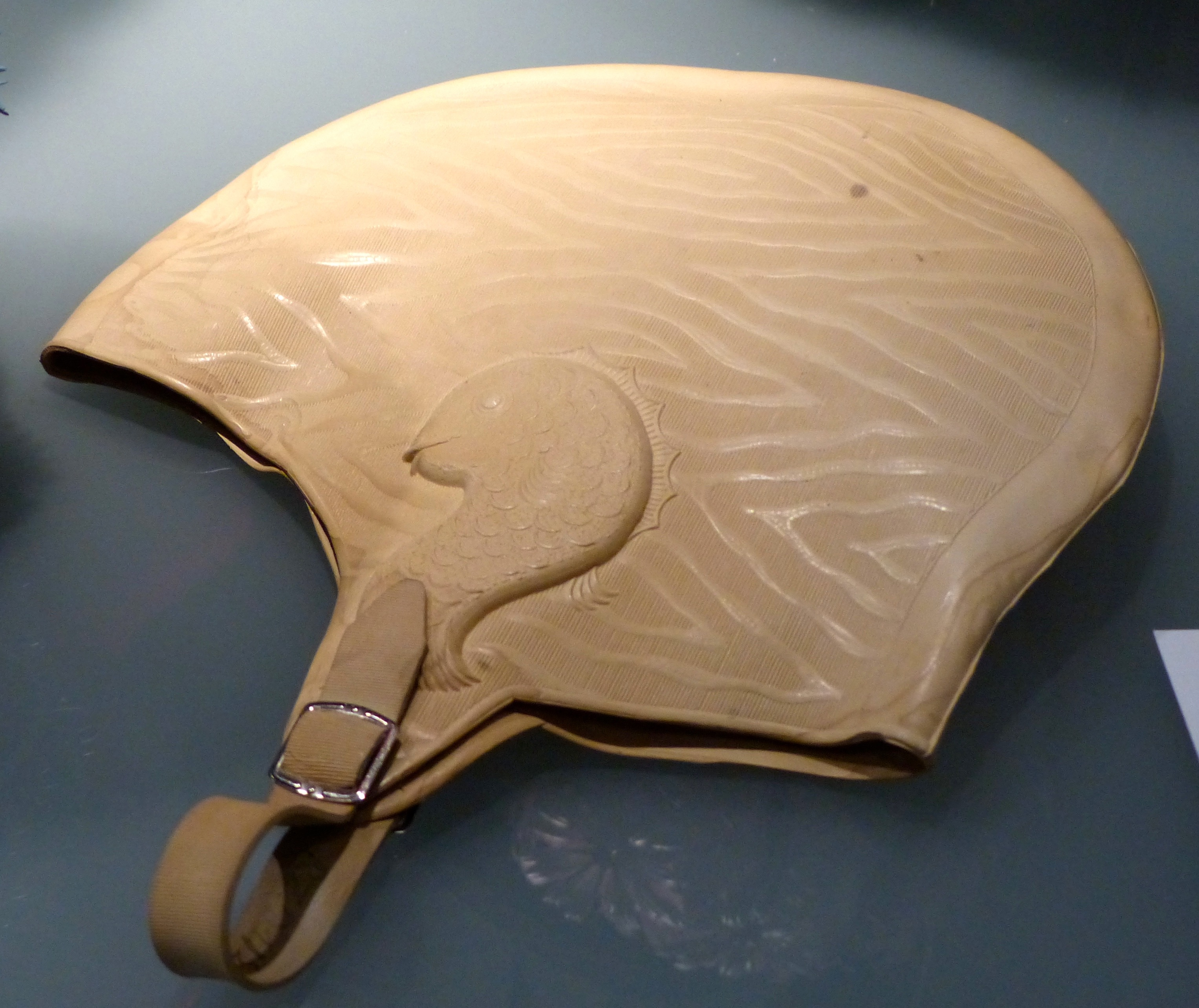
Gummibadekappe aus den 1960er Jahren
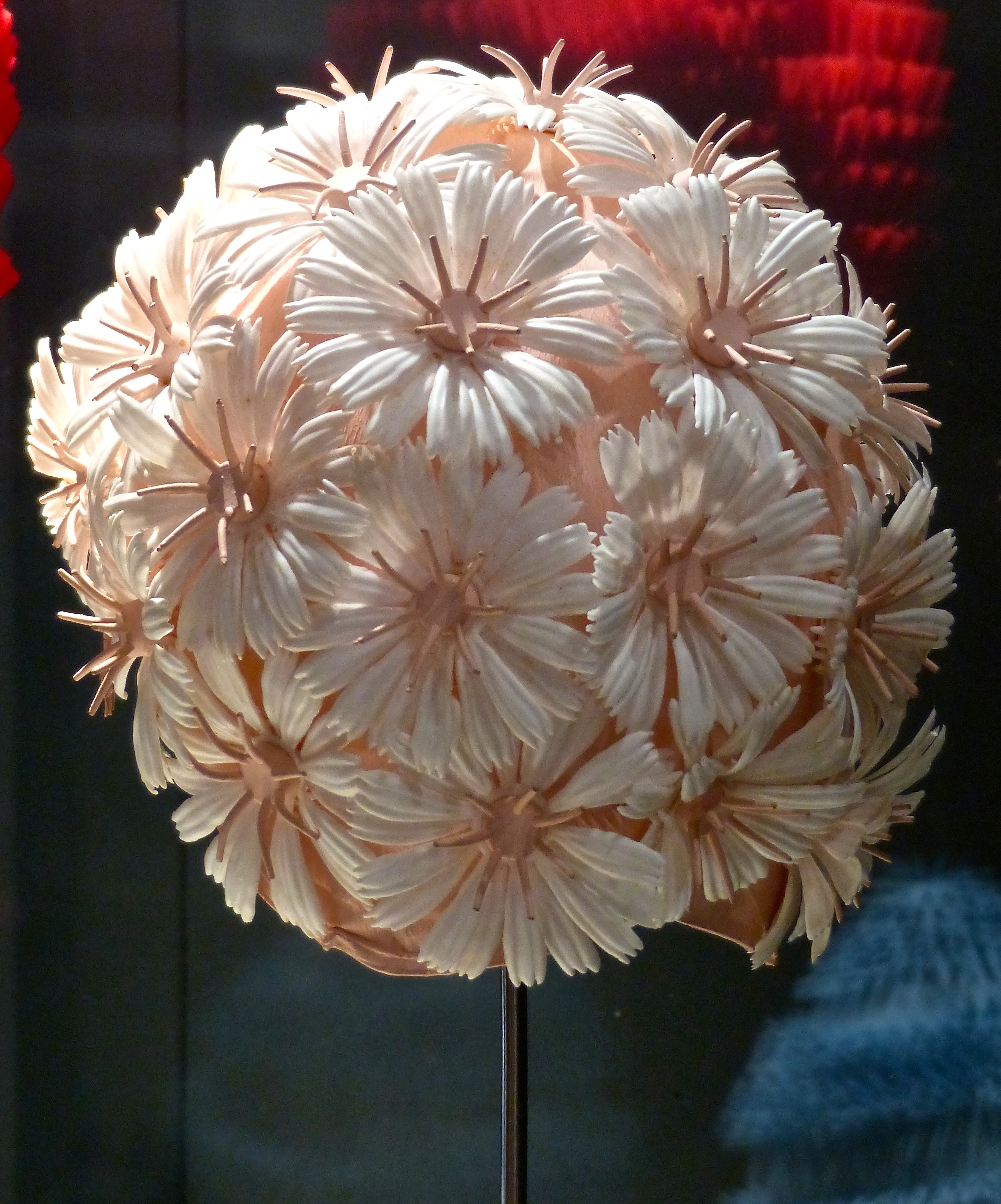
Gummibadekappe aus den 1960er Jahren
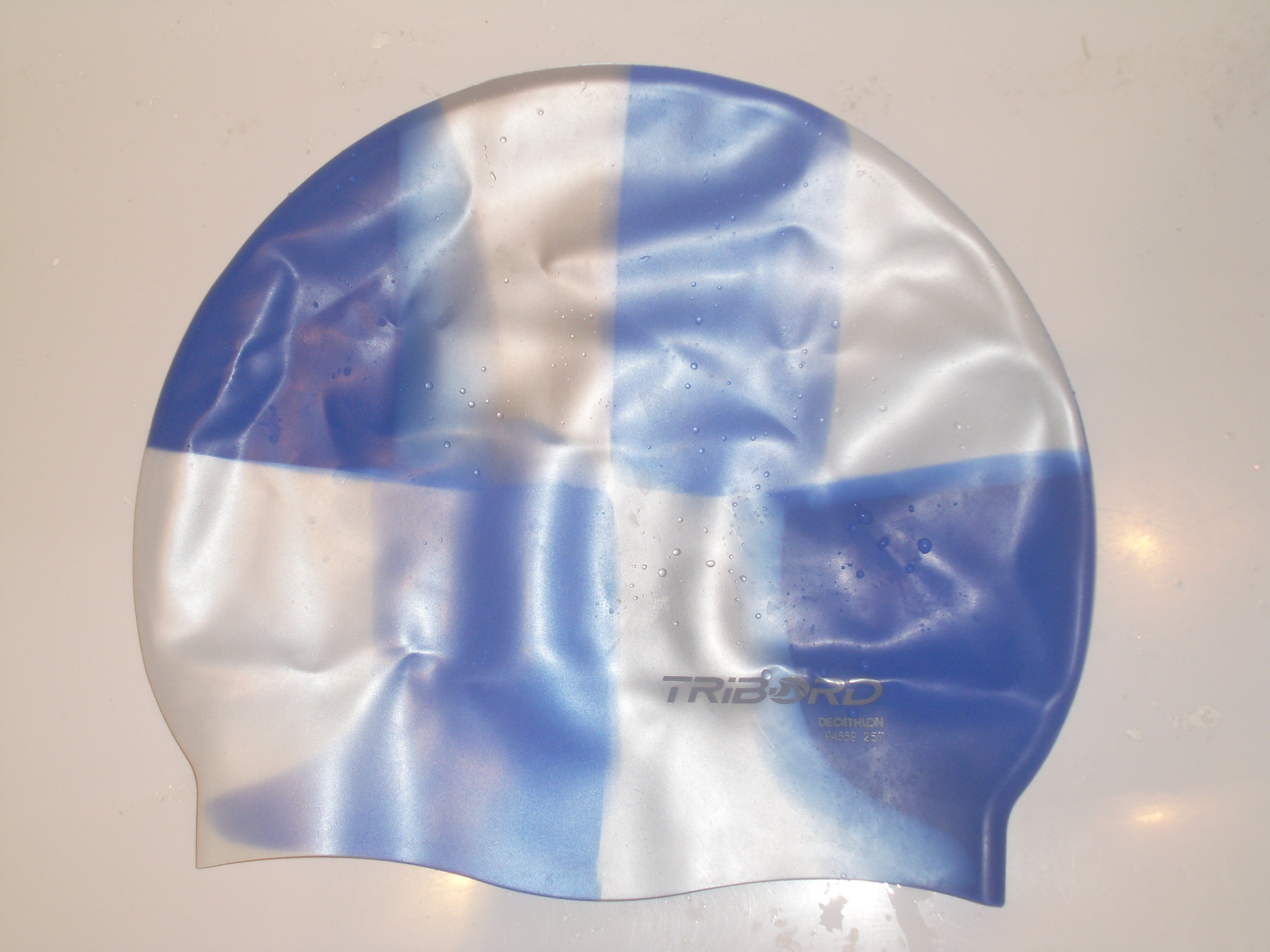
Badekappe aus Silikon
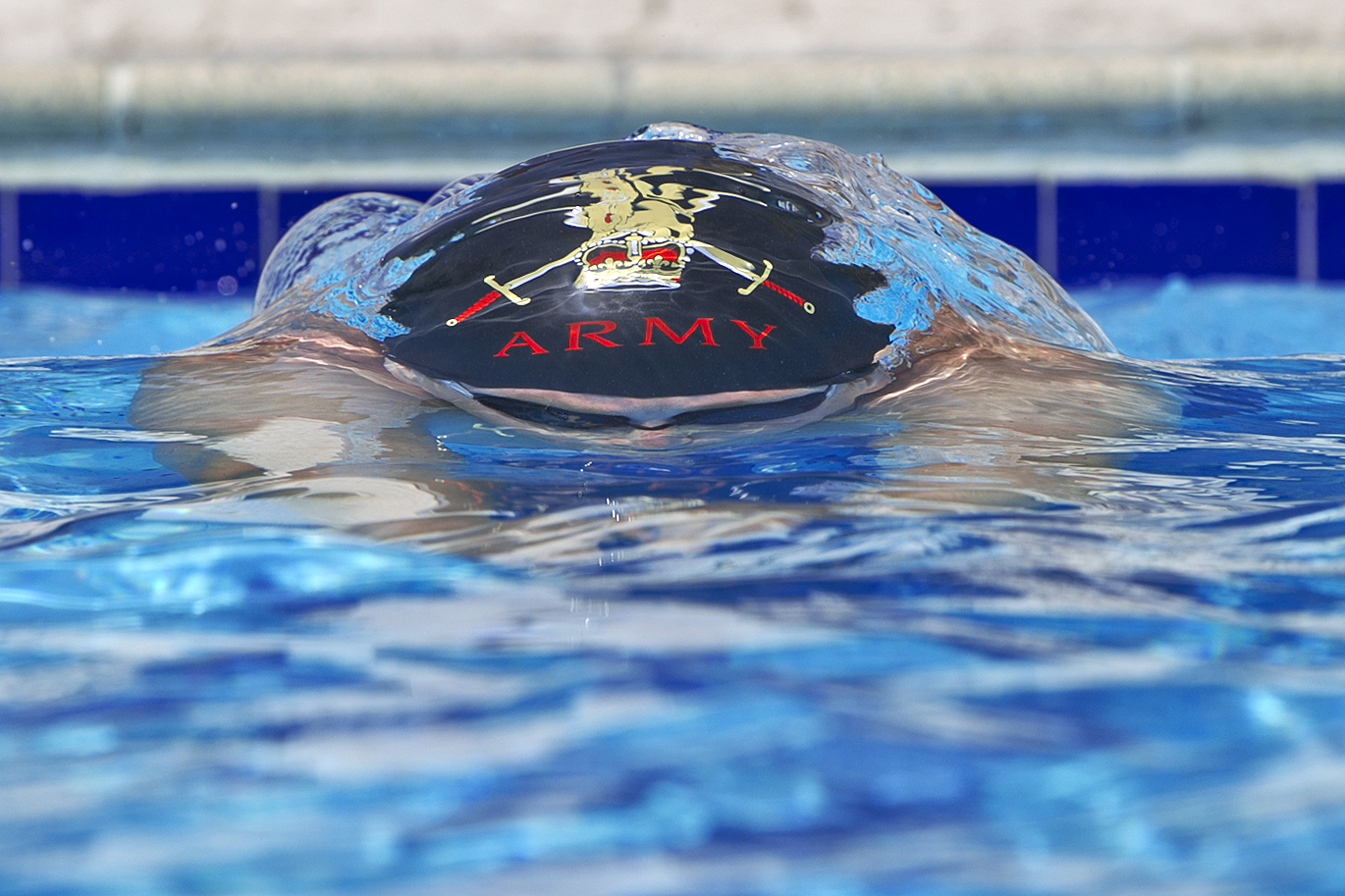
Badekappe im Einsatz
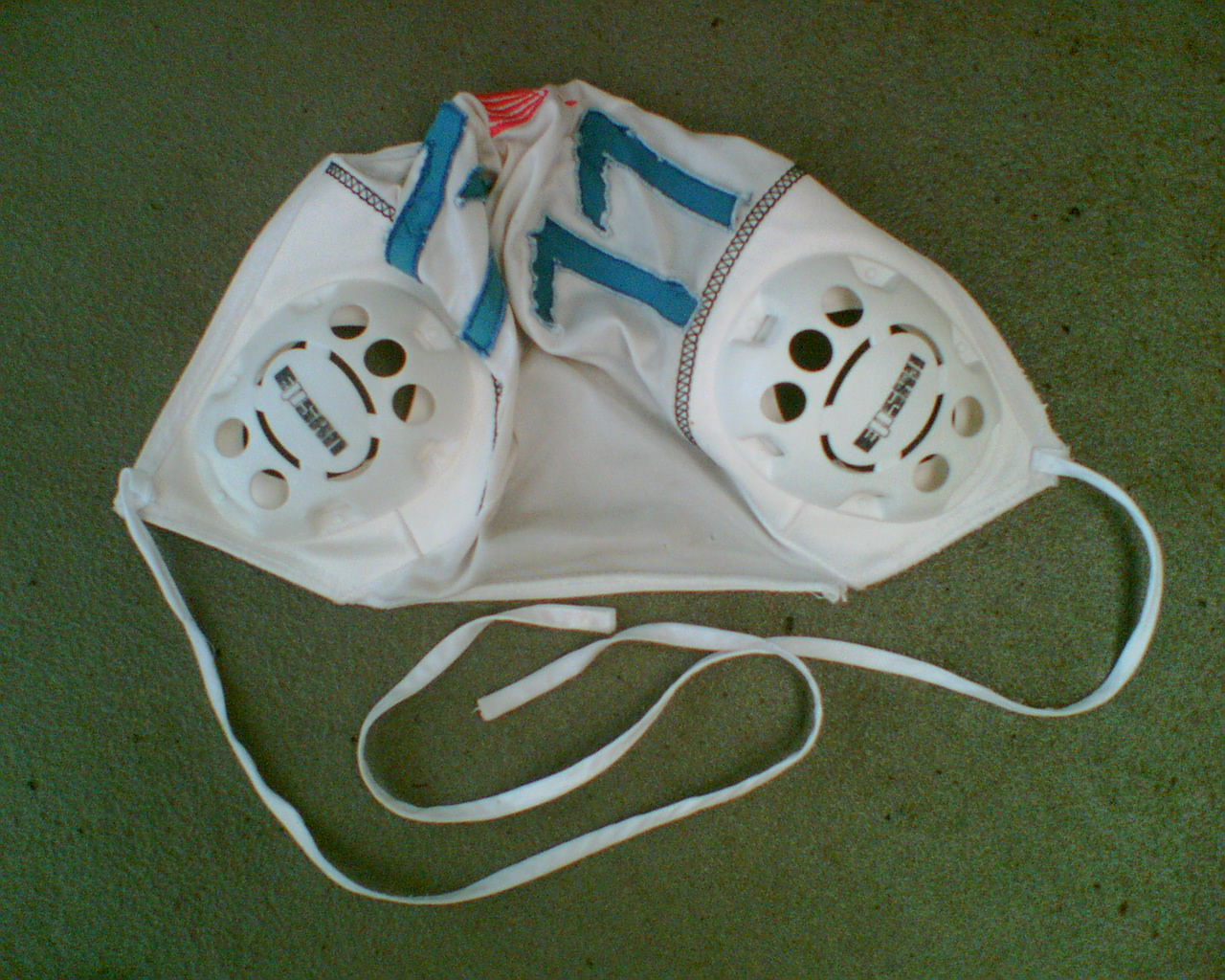
Wasserball-Kappe
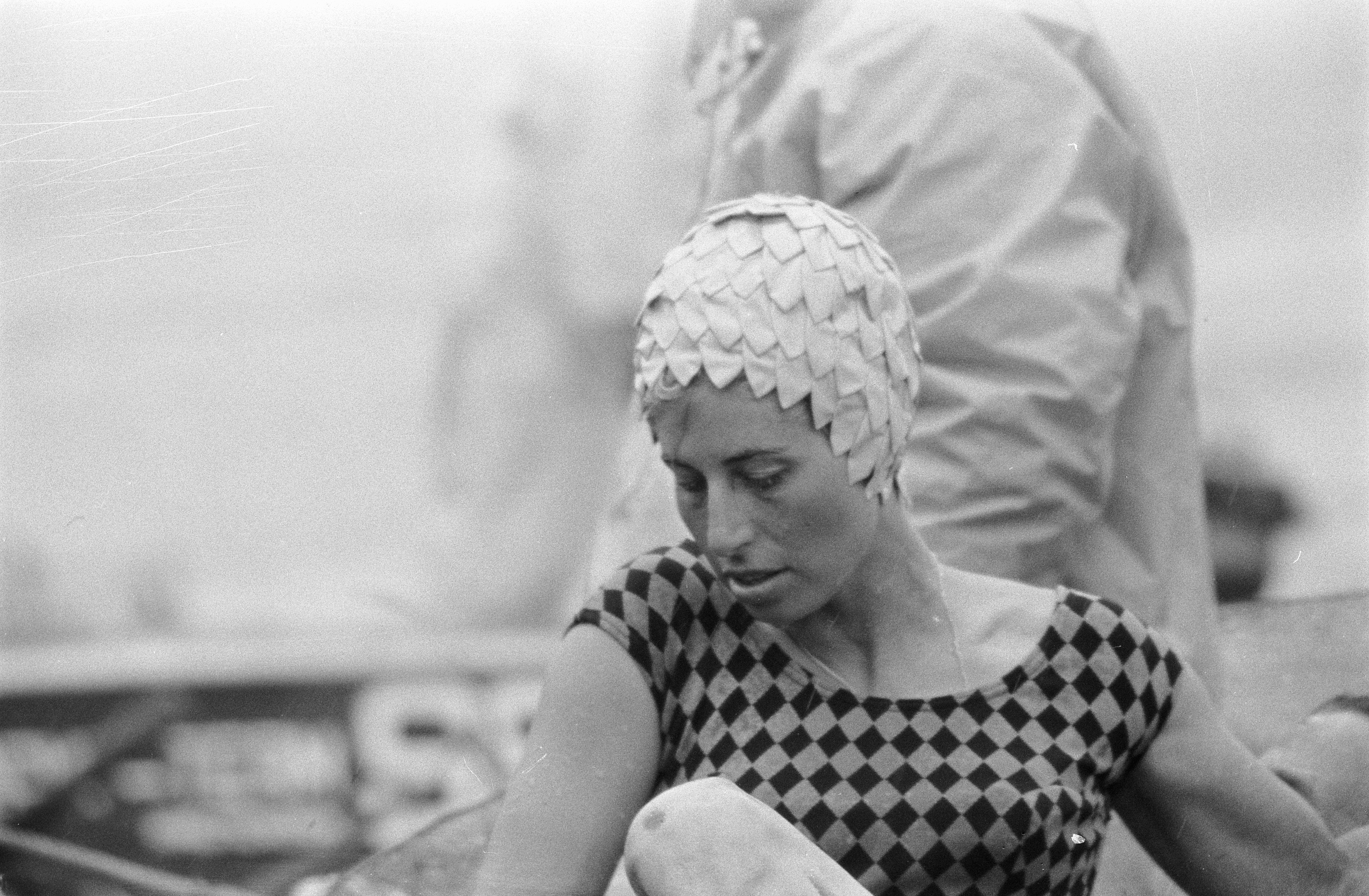
Badekappe beim Wasserski, 1960